# Aleksander Kazimierz Ślizień
Aleksander Kazimierz Ślizień herbu własnego (zm. 26 stycznia 1684 roku) – sekretarz królewski, strukczaszy Jego Królewskiej Mości, instygator koronny, starosta miadziolski, strukczaszy, stolnik oszmiański od 27 lutego 1642 i w latach 1651–1684, podstoli oszmiański w latach 1645–1651, wiceadministrator ekonomii brzeskiej.
W 1648 roku był elektorem Jana II Kazimierza Wazy z województwa wileńskiego, jako deputat podpisał jego pacta conventa.
Poseł sejmiku słonimskiego na sejm 1650 i 1665 roku.
17 października 1655 roku złożył przysięgę na wierność carowi Aleksemu Michajłowiczowi.
Poseł na sejm konwokacyjny 1668 roku z powiatu słonimskiego. Był członkiem konfederacji generalnej zawiązanej 5 listopada 1668 roku na tym sejmie.